# Горбачевский, Антон Яковлевич
Антон Якович Горбачевский (27 января 1856, село Зарубинцы — 25, 26 или 27 апреля 1944, Санок) — деятель УНДП, делегат в Галицкий сейм, делегат Национального Совета ЗУНР. Брат Ивана Горбачевского.

## Биография
Родился 27 января 1856 года в селе Зарубинцы Збаражского уезда, Королевство Галиции и Лодомерии, Австрийская империя) в семье греко-католического священника Якова Горбачевского герба Корчак.
Окончил народную школу в Збараже, классическую гимназию в Тернополе (1874), юридический факультет Львовского университета (1879).
Один из активных деятелей народовского движения в Дрогобычине и Чортковщине .
В 1880—1884 годах проходил хабилитацию на звание доктора права и пытался начать во Львове частную адвокатскую практику. В 1883—1884 годах возглавлял редакцию «Діла» — первой украинской еженедельной газеты в Галиции.
В 1893 году после адвокатской практики во Львове, Перемышль открыл адвокатскую канцелярию в Чорткове . Стал организатором, председателем Наблюдательного (наблюдательного) Совета «Кредитового общества „Надежда“», главой филиала общества «Украинская беседа», председателем Чортковского уездного комитета УНДП. Основатель украинской частной гимназии Украинского педагогического общества (Русская школа) в Чорткове.
Избирался депутатом Галицкого сейма, с 1912 (1913) был членом австрийского государственного трибунала.
После начала Первой мировой войны вместе с семьей уехал в Вену, где сотрудничал с Главным Украинским Советом. Во время войны потерял жену. в 1916 году вернулся в Галицию, работал адвокатом в Дрогобыче.
12 ноября 1918 г. был назначен уездным комиссаром Дрогобыччины. В 1918—1919 годах вошел в Украинский Национальный Совет ЗУНР-ЗО УНР , член Выдела УНРа (участвовал в разработке законодательства страны). В июле 1919 года вместе с правительством ЗУНР переехал в Каменец-Подольский. С октября (или сентября) 1919 года член дипломатической миссии УНР (заместитель председателя — Андрея Ливицкого) в Варшаве.
После поражения украинских национально-освободительной борьбы 1917—1921 жил в Чорткове (Западная Украина). Был председателем Чертковского филиала «Общества помощи украинским инвалидам», членом Наблюдательных советов «Чертковского уездного союза кооператив» (ПСК), кооперативы «Украинский книжный магазин», других.
В 1925 году стал одним из соучредителей Украинского национально-демократического объединения. В 1927—1939 годах сенатор польского сейма от УНДО, член Украинской Парламентской Репрезентации.
18 сентября 1939 года вместе с дочерью Лидией и зятем Иваном-Романом Носиком был вызван на допрос энкаведистами, которые в январе 1940 года ночью устроили обыск и погром в доме г-на Антина. От волнений д-р Горбачевский сломал руку, попал в больницу. Предчувствуя беду, прямо оттуда убегает во Львов, где 2 месяца с семьей прячется у знакомых, получая известия, которые разыскивает НКВД. В марте 1940 года через немецкую комиссию вместе с семьей выехал в Краков, где прожил ещё и 1941, последний раз виделся с братом Иваном. 1942 — 1944 годы проживал в Чорткове, где возобновил работу адвокатской канцелярии, диктовал дочери воспоминания.
При приближении советских войск выехал из Чорткова, по дороге простудился. Умер 25 апреля 1944 года в сеницкой больнице, похоронен на городском кладбище.